# Оманозубець вусатий
Оманозубець вусатий (Anomodon viticulosus) — вид мохів порядку гіпнобрієвих (Hypnales).

## Поширення
Ареал охоплює такі частини світу: Європа, Північна Америка, Азія.
Населяє мезико-вапняні середовища гірських листяних лісів, вапнякові скелі чи вертикальні стіни, епіфіти; від помірних до високих висот.

## Галерея

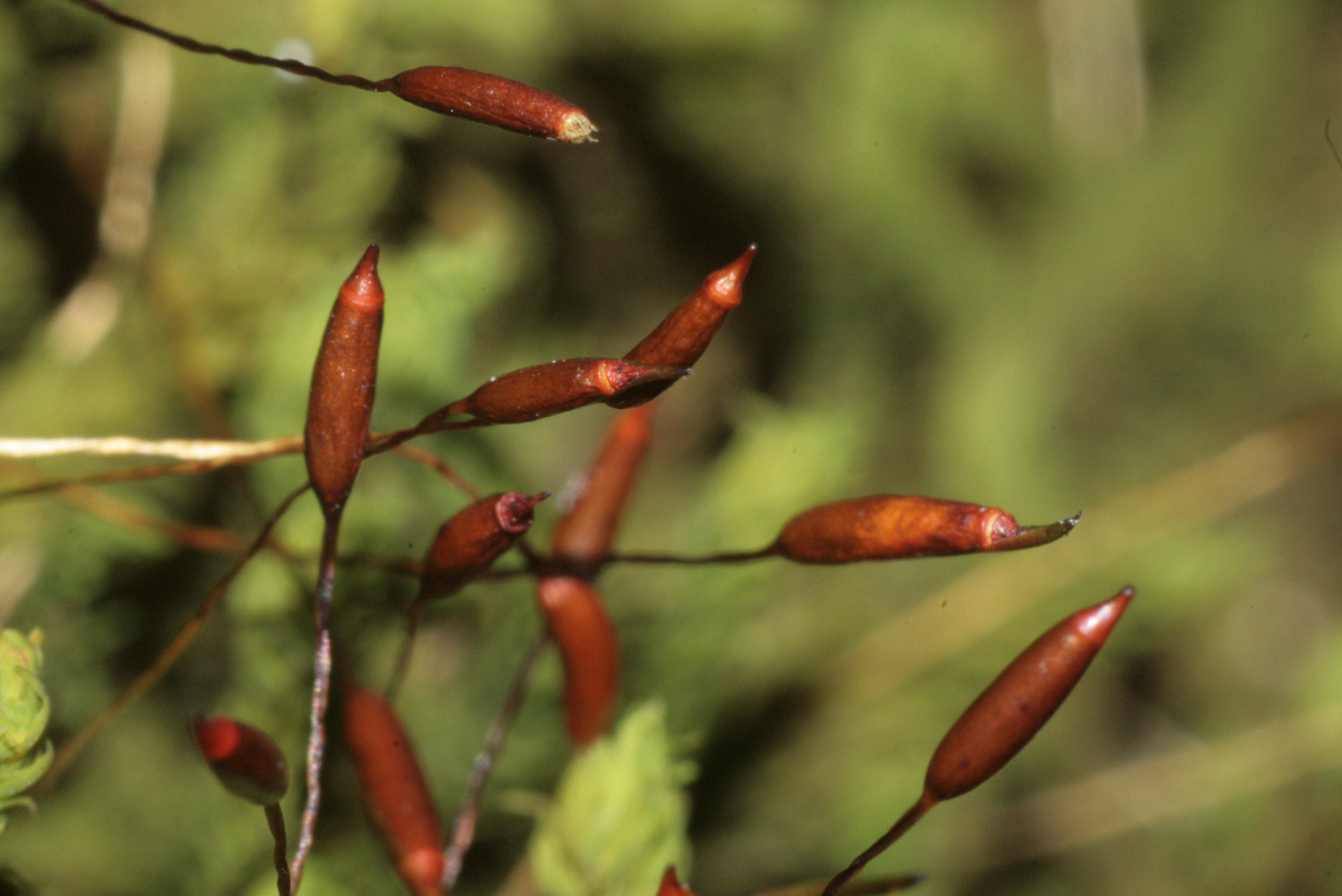
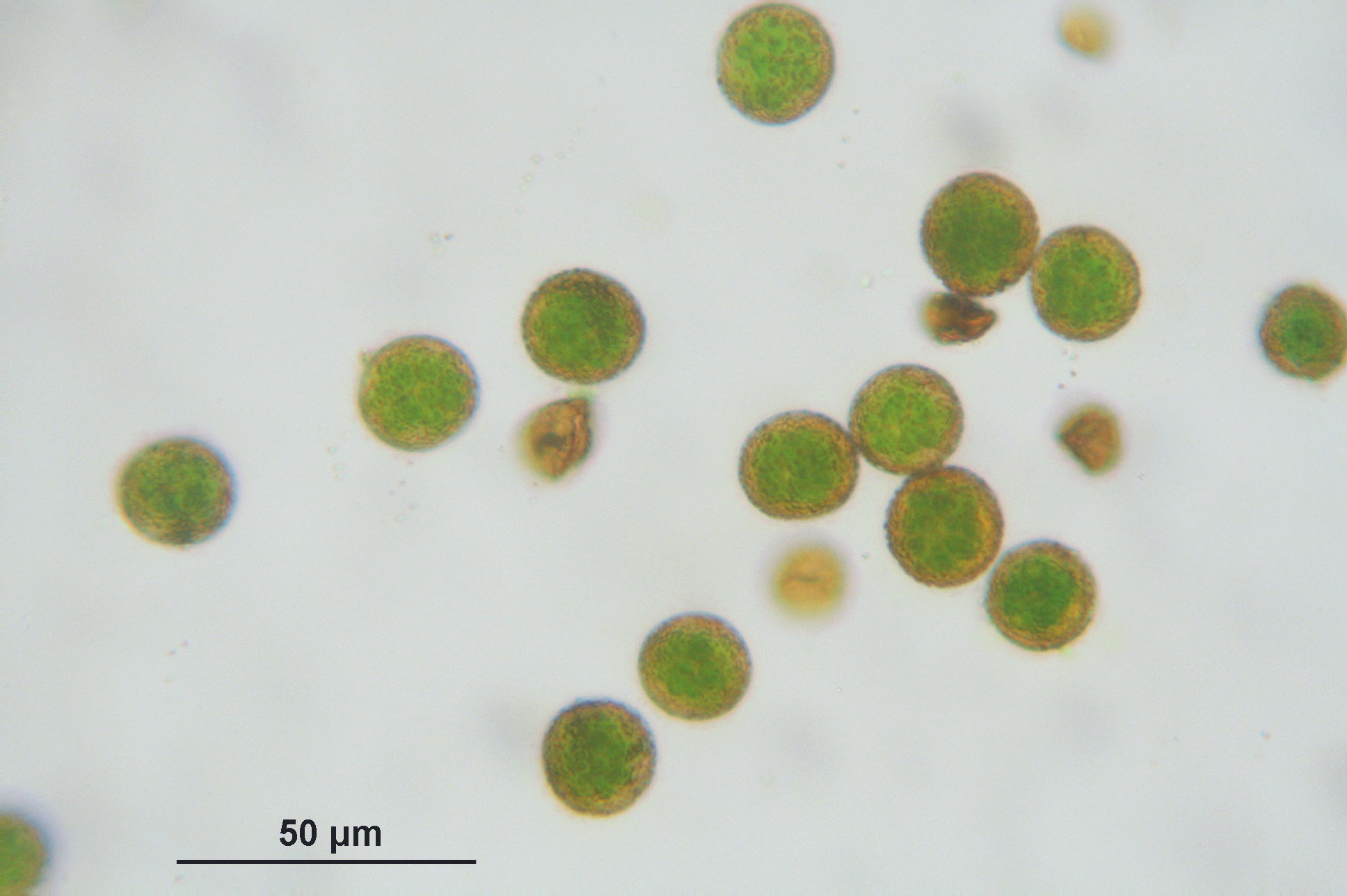

## Характеристика
Рослини великі, в густих килимках, зелені. Стебла 6–8+ см, 1–1.8 мм ушир, в сухому стані товсті, дещо розгалужені; ризоїдів мало. Листки довгасто-язичкові, 2.2–4 мм; краї плоскі, цілі; верхівка тупа, округла, іноді гостра, ціла. Коробочкові ніжки 1–2 см. Коробочка довго-еліптична, (1.7)2–3.1(3.3) мм. Спори дуже різноманітні в діаметрі, в одних (19)20–23(25) мкм, в інших 15–16 мкм, щільно-соскові.